# Paolo Romeo
Paolo Romeo STL JCD (nascut el 20 de febrer de 1938) és un cardenal de l'Església Catòlica, arquebisbe emèrit de Palerm.

## Biografia
Romeo és el cinquè de nou fills. Després de fer l'escola primària ingressà al seminari i inicià els estudis de teologia.
El 1959 el seu bisbe l'envià a Roma per completar els seus estudis acadèmics, assolint una llicenciatura en teologia per la Universitat Gregoriana i un doctorat en dret canònic per la Pontifícia Universitat del Laterà.
Va ser ordenat prevere el 18 de març de 1961 a la capella del seminari episcopal d'Acireale, sent encardinat a la diòcesi d'Acireale. Continuà amb els seus estudis i realitzà tasca pastoral com a assistent del Grup de Minyons Escolta "Roma IX" al "Collegio San Giuseppe in Piazza di Spagna" i assistent diocesà de l'associació "Silenziosi Operai della Croce".

### Tasca diplomàtica
El 1964 va ser reclamat a l'Acadèmia Pontifícia Eclesiàstica i l'1 de gener de 1967 ingressà al servei diplomàtic de la Santa Seu. Romeo treballà a les nunciatures de les Filipines, Bèlgica, Luxemburg i Unió Europea, Veneçuela, Ruanda i Burundi. El 1967 va ser reclamat pel Consell d'Afers Públics de l'Església a la Secretaria d'Estat. Al mateix temps, treballà com a director de la "Casa Internazionale del Clero", i va ser assistent regional pel Lacio de l'AGESC.
El 1976 tornà a ser reclamat per la Secretaria d'Estat per monitorar la vida de la comunitat catòlica als països d'Amèrica Llatina i les activitats de la Conferència Episcopal Llatinoamericana, especialment en el moment dels preparatius per la 3a Conferència General Llatinoamericana, que s'inaugurà el 29 de gener de 1979.
El 17 de desembre de 1983 va ser nomenat pel Papa Joan Pau II arquebisbe titular de Vulturia, nomenant-lo el mateix dia nunci apostòlic a Haití, on serví fins al 1990 quan va ser nomenat nunci apostòlic a Colòmbia. Nou anys després va ser nomenat nunci apostòlic al Canadà.

### Arquebisbe de Palerm
El 17 d'abril de 2001 començà el seu període representant la Santa Seu a Itàlia i a San Marino. El papa Benet XVI el nomenà arquebisbe metropolità de Palerm el 19 de desembre de 2006, rellevant Salvatore De Giorgi, qui havia assolit l'edat de retir de 75 anys al setembre del 2005. El 2005 l'arquebisbe Romeo va rebre la Gran Creu de l'orde al Mèrit de la República Italiana. L'arquebisbe Romeo rebé el pal·li a la basílica de Sant Pere del Vaticà el 29 de juny de 2007 de mans del Papa Benet, conjuntament amb 45 metropolitans més. L'arquebisbe Romeo va ser elegit president de la Conferència Episcopal Siciliana el 14 de febrer de 2007.
Va ser creat cardenal al consistori celebrat el 20 de novembre de 2010, rebent el títol de cardenal prevere de Santa Maria Odigitria. Podrà participar en un conclave fins al seu 80è aniversari el 2018. Al desembre de 2010 va ser nomenat membre del Consell Pontifici pels Laics. El 3 d'octubre de 2010 va donar la benvinguda al Papa Benet quan visità la capital siciliana. El cardenal Romeo és el Gran Prior de la Tinença Siciliana de l'Orde Eqüestre del Sant Sepulcre de Jerusalem.
Va ser un dels cardenals electors que participaren en el conclave de 2013 que elegí el Papa Francesc.
En complir els 75 anys presentà la seva carta de dimissió al Papa Francesc, qui l'acceptà el 27 d'octubre de 2015.

## Honors
Gran Prior per la Itàlia i Sicília i Gran Creu de Cavaller de l'orde del Sant Sepulcre de Jerusalem – des del 19 de desembre de 2006
 Gran Creu de Cavaller de l'Orde al Mèrit de la República Italiana - 13 de juny de 2005
 Gran Oficial de l'Orde de l'Estel de la Solidaritat Italiana - 25 d'abril de 2007